# L'Hosmes
 L'Hosmes  là một xã thuộc tỉnh Eure trong vùng Normandie miền bắc nước Pháp.